# Кокан Сирэн
Кокан Сирэн (虎関 師錬, 9 мая 1278 — 11 августа 1346) — японский патриарх дзэнской школы Риндзай, поэт, историограф. Один из ведущих представителей литературы годзан бунгаку. Возможно, создатель сада камней. Эстетические взгляды и творчество Кокана Сирэна значительно повлияли на японскую традиционную культуру.

## Биография
Сын офицера дворцовой стражи, по линии матери происходил из клана Минамото. В возрасте восьми лет он был отдан в ученики буддийского мастера Хокаку на гору Хиэй. В возрасте десяти лет он был рукоположен там, но потом перешёл в ученики мастера дзэн Киана в монастырь Нандзэндзи. Он стал преемником дхармы Тодзана Тансё, самого известного ученика Энни (линия передачи дзэн Сёити). Таланты Кокана Сирэна привлекли внимание императора Камэямы. В возрасте семнадцати лет он серьёзно занялся изучением китайских наук. Как только в Японию прибыл китайский наставник Ишань, Кокан стал обучаться у него. Их отношения знаменовали начало золотого века литературы годзан бунгаку в Японии. Он также учился каллиграфии у китайского мастера Хуан Шангу.
Всю свою жизнь он много путешествовал и сыграл значительную роль в распространении дзэн-буддизма по Японии. Он был настоятелем ряда крупнейших дзэнских монастырей: Нандзэндзи, Кэнтёдзи и Тофукудзи. Последний стал оплотом его литературной школы. Сохранилось значительное количество сочинений как самого Кокана Сирэна, так и его учеников.
Его стихи и эссе объединены в сборник под названием «Сайхоку-сю». Кокан также составил буддийскую хронику «Гэнко-сякусё» (яп. 元亨釈書), самую древнюю из сохранившихся историй японского буддизма. Работа над ней была завершена в эпоху Гэнко, что отражено в её названии.
Другие его работы включают в себя первый в Японии сборник рифмованной поэзии «Дзюбун-инряку» в пяти томах, «Кокан Осё Дзюдзэнсироку» в трёх томах и «Буцуго-синрон» в восемнадцати томах.
В конце жизни он получил от императора Го-Мураками звание кокуси (наставника государства). В своих трудах Кокан демонстрировал отчужденность от престижа и стремление к внутренней свободе. Лучшие строки его поэзии были созданы им в конце жизни, когда он перестал активно заниматься административной работой.
В сравнении со школой такого своего современника, как Сэссон Юбай, Кокан Сирэн в большей степени привержен китайским (сунским) канонам, и впоследствии линия Мусо оказалась более творчески продуктивной, чем линия Сёити.
В эссеистике Кокана видна высокая степень владения стилем китайской сунской прозы. Так он пишет о создании сада камней:

То, что я любил делать для удовольствия, когда был ребёнком, было собирать мешки камней и высоко и свободно высыпать их на стол у окна. Когда я достиг среднего возраста, мне стало стыдно делать это, и я перестал, сделавшись, как и любой обычный человек, тупым, как кирпич. Наконец, я достиг дряхлого возраста, и летом меня начал раздражать шум детских игр. И вот я заставил детей собирать камни в углу ограды. Я почистил и промыл их, и уложил на подносе цвета морской волны с белым песком на дне. Получилась поэзия, способная облегчить душу. Этот пейзаж принёс прохладу воздуху и лёгкость на сердце.— Сайхоку-сю, гл. 1, стр. 1-2.